# ロシア帝位請求者

ロシア皇帝の紋章

ロシア帝位請求者では、1917年の2月革命によって崩壊したロシア帝国皇帝の後継者を名乗る人物たちについて述べる。現在の正統なロシア帝位請求権者が誰であるかについては、議論がある。

## 帝位請求者

### キリル・ウラジーミロヴィチ（1924年 - 1938年）
ロシア皇族の大半は、皇帝ニコライ2世とその家族の処刑の報を聞いても、信じようとしない態度を取ったり、あるいは皇帝一家の死を受けて何らかの政治行動を起こすのを躊躇していた。しかし、パリを中心に亡命ロシア人の君主制支持者組織が形成されるようになっていった。一部の帝制支持者は、ニコライ2世と子のアレクセイ皇太子、および皇弟ミハイル・アレクサンドロヴィチ大公が処刑された今、帝位継承権第1位となっていたキリル・ウラジーミロヴィチ大公（ニコライ2世の従弟）の元に結集した。帝制支持者の中でキリル大公を支持しない人々の多くは、キリルとその弟たち（いわゆるウラジーミル分家）は帝位継承者として不適格であるとして、存命中の皇族男子の中では継承順位でウラジーミル分家に次ぐ位置にいた若いドミトリー・パヴロヴィチ大公（キリルの従弟）を支持した。また別の一派は、老齢のニコライ・ニコラエヴィチ大公（ニコライ1世の孫）を指導者と仰いだ。ニコライ大公は長く軍人として活躍し、ロシア軍最高司令官を務めた経歴や、皇族中の最長老という威厳も持ち合わせていた。
ドミトリーとニコライは実際に帝位請求者となることを表明することはなかったが、キリルは1922年8月8日に「ロシア帝位の保護者」の称号を名乗った。そして2年後の1924年8月31日に、全ロシアの皇帝キリル1世であることを宣言したのである。キリルは自分が皇帝であることを前提にして、3人の子供たちに「ロシア大公」ないし「ロシア大公女」の称号を名乗らせた。しかしキリルの子供たちは実際に統治者であった皇帝の曾孫に過ぎないため、その点を踏まえれば生まれながらに名乗れる称号は「ロシア公」ないしは「ロシア公女」のはずであった。帝政復辟運動にキリルよりも本格的に関わっていたニコライ大公は1929年に死去した。キリルはフランスに亡命宮廷を置き、ロシアの君主制支持組織の発展に力を注いだ。

### ウラジーミル・キリロヴィチ（1938年 - 1992年）
1938年にキリルが死去すると、その唯一の男子ウラジーミルがロシア帝位請求者の地位を継承したが、ウラジーミルは公的には「皇帝」の称号は使わず、「大公」として知られた。
1939年、ウラジーミルは父と自分の支持者であった皇族のガヴリール・コンスタンチノヴィチ公に「ロシア大公」の称号を与えた。ガヴリールは皇帝ニコライ1世の曾孫に過ぎないため、本来ならば大公を名乗る資格はなかった。このため大公称号の授与は、18世紀に女帝エリザヴェータが姉の息子カール・ペーター・ウルリヒ（後のピョートル3世）にロシア大公の称号を与えた前例を踏襲する形で行われた。
ウラジーミル分家の支持者たちは「ウラジーミル・キリロヴィチ大公は1917年以後も帝位継承法の規定する対等な結婚の条件を満たした唯一の皇族男子である」と主張している。1948年8月13日、ウラジーミルはグルジア王家家長の地位を主張していたギオルギ・バグラティオニ＝ムフラネリ公爵の長女レオニーダ・バグラチオン＝ムフランスカヤと結婚した。バグラティオニ家の王族としての地位は1783年にロシア政府がグルジアと結んだゲオルギエフスクの和約によって保証されており、さらにウラジーミルは1946年12月5日に同和約に明示されたバグラティオニ家の地位をロシア帝室家長として「再確認」していた。
1969年、ウラジーミル分家の男系男子が自分を最後に絶えることを見越したウラジーミルは、一人娘のマリヤ・ウラジーミロヴナを「ロシア帝位の保護者」の地位につけることを発表した。この措置は、マリヤがゆくゆくは帝位継承者となることを意味していた。この決定は、以前からウラジーミルに対して反感を持っていた他のロシア皇族たちや君主制支持組織の怒りに触れた。この宣言が出た直後、ロシア帝室の3つの分家の当主であるフセヴォロド・イオアノヴィチ公（コンスタンチン分家、ニコライ1世の玄孫）、ロマン・ペトロヴィチ公（ニコライ分家、ニコライ1世の曾孫）、アンドレイ・アレクサンドロヴィチ公（ミハイル分家、ニコライ1世の曾孫）はウラジーミルに書簡を送り、ウラジーミルの称号を「大公」ではなく「公」としたうえで、ウラジーミルの結婚も1917年以後の他のロシア皇族たちがしたのと同じ貴賤結婚に過ぎず、従ってレオニーダは他のロシア皇族の配偶者と同じ身分しか持たないと通告した。また、書簡にはマリヤをロシア大公女とは認めないこと、ウラジーミルが出した宣言は帝位継承法に照らせば違法であることも述べられていた。
1989年に皇族のヴァシーリー・アレクサンドロヴィチ公（ミハイル分家）が死去すると、ウラジーミルは直ちに娘のマリヤを帝位継承者とした。ウラジーミルにとって、ヴァシーリーはロシア皇族としての身分に瑕疵がないと認めうるロシア帝室最後の男子であった。ヴァシーリー亡き今、帝位継承権において自分の直系であるマリヤより優位な立場にある人間は1人も存在しなくなった、とウラジーミルは認識したのである。

### マリヤ・ウラジーミロヴナ（1992年 - ）
1992年にウラジーミルが死去すると、マリヤ・ウラジーミロヴナがロシア帝室家長の座を引き継ぐことを宣言し、一人息子のゲオルギー・ミハイロヴィチを法定推定相続人とした。ゲオルギーはマリヤが1976年から1985年まで結婚していたプロイセン王子フランツ・ヴィルヘルムとの間に儲けた一人息子で、父称の「ミハイロヴィチ」は、フランツ・ヴィルヘルムが舅ウラジーミルから「ロシア大公ミハイル・パヴロヴィチ」のロシア皇族名を与えられていたことに由来している。マリヤとゲオルギーの母子はそれぞれ「ロシア女大公」「ロシア大公」の称号を使用している。
ある識者によれば「マリヤ・ウラジーミロヴナ大公女がロシア帝室家長であることは、ロシアの本格的な君主制支持組織の大多数、そして諸王家の家長たちの大多数が認めるところである。諸王家の家長たちは今も［マリヤ大公女を家長とするロシア］帝室と関わりを保ち続けている」という。2017年12月16日に行われたルーマニア前国王ミハイ1世の葬儀には、旧ロシア帝室の中からマリヤのみが出席した。海外のロシア正教会もマリヤ・ウラジーミロヴナをロシア帝室の家長と見なしている。

### ニコライ・ロマノヴィチ（1992年 - 2014年）
1979年、ウラジーミルに反対する7人のロシア皇族たちがロマノフ家協会を創設し、同年の暮れにロシア帝室とその縁者からなる同協会のメンバーの半数以上（ロシア帝室の男系子孫のみに限れば大多数）の同意を得て、「ウラジーミルはその両親の不法な結婚により帝位継承権を持たないとする」という決定を行った。当然ながらウラジーミルと娘のマリヤは同協会に参加することはなかった。協会はマリヤの息子ゲオルギーについても、ロシア帝室の一員とは認めないとしている。
1989年に総裁のヴァシーリー・アレクサンドロヴィチ公が没すると、協会は次の総裁に、ロマン・ペトロヴィチ公とロシア貴族出身の妻との間に生まれた長男のニコライ・ロマノヴィチ・ロマノフを選んだ。ロシア国家に対するロマノフ家協会の公式見解は、「ロシア人は自らの望む形の政体を選択すべきであり、それがもし君主政体であるならば、ロマノフ家にロシア君主となる資格がある」というものである。しかし1992年4月にウラジーミルが死去すると、「ロシア公」の儀礼称号を使用するニコライ・ロマノヴィチは自らがロシア帝室家長となることを宣言し、家長の座をめぐってマリヤ・ウラジーミロヴナと競合することになった。
ニコライは以下の2点を挙げて自分を正統な帝位請求者であると主張した。まずロシア帝室家内法が定める男系男子の原則の見地から言えば、ウラジーミルの後継者には自分がなるはずであること。そして「ロシア大公」は王族との「身分対等の結婚」の原則を守らねばならないため、非王族出身者を母に持つマリヤは貴賤結婚で生まれた子供として帝位継承順位から外れるが、単なる「ロシア公」にはロシア大公のように結婚に関する厳格な制約は適用されないはずであるから、自分の父ロマン・ペトロヴィチとロシア貴族出身の母との結婚は貴賤結婚の範疇に入らず、従って自分はロシア帝位継承権を有する、というのがニコライ自身の見解である。自身を総裁とするロマノフ家協会に属するロシア帝室の人々はニコライを支持し、マリヤを貴賤結婚で誕生したと見なしている。

### ドミトリー・ロマノヴィチ（2014年 - 2016年）
2014年に男子のいなかったニコライが死去すると、弟のドミトリーがその座を嗣いだ。

### アンドレイ・アンドレーエヴィチ（2017年 - ）
2016年、兄ニコライと同じく男子のいなかったドミトリーが死去すると、ミハイル分家のアンドレイ（アンドレイ・アレクサンドロヴィチ公の次男）が、ロマノフ家協会によってニコライ・ロマノヴィチから主張してきたロシア帝室家長の地位に選出された。アンドレイは皇帝ニコライ1世の玄孫であると同時に、皇帝アレクサンドル3世の外曾孫にあたる。

### ニコライ・キリロヴィチ（2013年 - ）
2013年6月、キリル・ウラジーミロヴィチの女系の曾孫にあたるカール・エミッヒ・ツー・ライニンゲンは、それまでのルーテル教会から正教会に改宗した（ロシア語名: ニコライ・キリロヴィチ・レイニンゲン＝ロマノフ）。カール・エミッヒはマリヤ・ニコライの両者がともに貴賤結婚による出生のために継承権を欠いているとして自身が正当なロシア帝室家長であると主張し、ロシア連邦君主制主義者党からロシア帝室家長としての支持を得た。2014年3月31日には、自身がロシア皇帝「ニコライ3世」であることを正式に表明した。また、カール・エミッヒはロシア連邦君主制主義者党の指導者であるアントーン・バーコフからミクロネーション「ロマノフ帝国」の元首に推載されている。

## ロシア帝位請求者（1924年以降）
| 肖像 | 名前                                                                                      | 生没年                          | 備考                                                                                             |
| ---- | ----------------------------------------------------------------------------------------- | ------------------------------- | ------------------------------------------------------------------------------------------------ |
|      | "キリル1世" （キリル・ウラジーミロヴィチ・ロマノフ） 1924年8月31日 - 1938年10月12日       | 1876年10月12日 - 1938年10月12日 | ロシア大公。アレクサンドル2世の三男ウラジーミルの次男。                                          |
|      | "ウラジーミル3世" （ウラジーミル・キリロヴィチ・ロマノフ） 1938年10月12日 - 1992年4月21日 | 1917年8月30日 - 1992年4月21日   | ロシア大公。キリル1世の子。                                                                      |
|      | "マリヤ1世" （マリヤ・ウラジーミロヴナ・ロマノヴァ） 1992年4月21日 -                      | 1953年12月23日 -                | ロシア女大公。ウラジーミル3世の娘。 家長位をめぐってアレクセイ2世・ニコライ3世と競合状態にある。 |
|      | "ニコライ" （ニコライ・ロマノヴィチ・ロマノフ） 1992年4月21日 - 2014年9月15日             | 1922年9月26日 - 2014年9月15日   | ロシア公。ニコライ1世の三男ニコライの曾孫。                                                      |
|      | "ドミトリー" （ドミトリー・ロマノヴィチ・ロマノフ） 2014年9月15日 - 2016年12月31日        | 1926年5月17日 - 2016年12月31日  | ニコライの弟。                                                                                   |
|      | "アンドレイ" （アンドレイ・アンドレーエヴィチ・ロマノフ） 2017年1月1日 - 2021年11月28日   | 1923年1月21日 -2021年11月28日   | ニコライ1世の四男ミハイルの曽孫。                                                                |
|      | "アレクセイ2世" （アレクセイ・アンドレーエヴィチ・ロマノフ） 2021年11月28日 -             | 1953年4月27日 -                 | アンドレイの長男。 家長位をめぐってマリヤ1世・ニコライ3世と競合状態にある。                      |
|      | "ニコライ3世" （ニコライ・キリロヴィチ・レイニンゲン＝ロマノフ） 2013年6月1日 -           | 1952年6月12日 -                 | キリル1世の長女マリヤの孫。 家長位をめぐってマリヤ1世・アレクセイ2世と競合状態にある。           |